# MecArm
MecArm S.r.l. è un produttore italiano di componentistica per autoveicoli. Sin dalla sua fondazione è specializzato nella produzione di frizioni.

## Storia
Ha iniziato la sua attività nel 1972 a Caserta con la costruzione di frizioni, operando per conto di un'azienda tedesca del settore.
In seguito iniziò quella che sarebbe diventata l'attività principale della MecArm, la produzione di frizioni complete a marchio proprio. Le attività di stampaggio lamiera sono passate alla Idromodul, società consociata specializzata nello stampaggio della lamiera a freddo.

## Attività
Attualmente MecArm esporta le proprie frizioni in oltre 85 paesi nel mondo.
Vista l'alta capacità produttiva richiesta, la produzione è affidata ad una linea robotizzata che adotta macchine utensili automatiche a controllo numerico. Tutte le fasi della realizzazione degli stampi, dallo studio di fattibilità al collaudo finale, vengono effettuate all'interno dei propri reparti produttivi.
Il controllo qualità avviene in un laboratorio interno in grado di eseguire le analisi chimiche spettrometriche sui materiali, metallografiche qualitative e quantitative, prove fisico-meccaniche, prove non distruttive, controllo dimensionali e di rugosità nonché controlli dei trattamenti termici su tutte le materie prime e i semilavorati.
Le frizioni sono collaudate in un reparto di collaudo attrezzato con macchine di controllo gestite da computer, per effettuare prove sui dischi e sui meccanismi del gruppo frizione in condizioni statiche e di fatica.
Con i propri laboratori l'azienda partecipa assieme a istituti e università nell'ambito della comunità europea in diverse ricerche sui materiali.